# Habronattus velivolus
Habronattus velivolus är en spindelart som beskrevs av Griswold 1987. Habronattus velivolus ingår i släktet Habronattus och familjen hoppspindlar. Inga underarter finns listade i Catalogue of Life.